# Tchaj-wan na Letních olympijských hrách 2020
Tchaj-wan se účastnil Letní olympiády 2020 konající se v roce 2021 v Tokiu. Zemi zastupovalo 68 sportovců v 18 sportech.

## Medailisté
| Medaile | Jméno                                      | Sport        | Soutěž           |
| ------- | ------------------------------------------ | ------------ | ---------------- |
| Zlato   | Kuo Hsing-chun                             | Vzpírání     | Ženy 59 kg       |
| Zlato   | Lee Yang Wang Chi-lin                      | Badminton    | Čtyřhra mužů     |
| Stříbro | Yang Yung-wei                              | Judo         | Muži 60 kg       |
| Stříbro | Deng Yu-cheng Tang Chih-chun Wei Chun-heng | Lukostřelba  | Družstvo mužů    |
| Stříbro | Lee Chih-kai                               | Gymnastika   | Kůň našíř        |
| Stříbro | Tai Tzu-ying                               | Badminton    | Dvouhra žen      |
| Bronz   | Lo Chia-ling                               | Taekwondo    | Ženy 57 kg       |
| Bronz   | Lin Yun-ju Cheng I-ching                   | Stolní tenis | Smíšená čtyřhra  |
| Bronz   | Chen Wen-huei                              | Vzpírání     | Ženy 64 kg       |
| Bronz   | Pan Cheng-tsung                            | Golf         | Muži             |
| Bronz   | Huang Hsiao-wen                            | Box          | Ženy - muší váha |
| Bronz   | Wen Tzu-yun                                | Karate       | Ženy 55 kg       |